# Śniatyn
Śniatyn (ukr. Снятин, Sniatyn) – miasto na Ukrainie, w obwodzie iwanofrankiwskim, nad Prutem, siedziba rejonu śniatyńskiego.
Miasto królewskie lokowane w 1411 roku położone było w XVI wieku w województwie ruskim. Śniatyn uzyskał prawo składu w 1635 roku.

## Historia
Miejscowość była wzmiankowana w 1158 roku. W 1415 roku w Śniatynie przebywał król Władysław Jagiełło, który przyjął tu hołd wojewody mołdawskiego Aleksandra. W 1448 roku Kazimierz IV Jagiellończyk obdarował Śniatyn miejskim prawem niemieckim. W 1485 roku w mieście przebywał król Kazimierz Jagiellończyk. W marcu 1576 roku w Śniatyniu przebywał Stefan Batory witany tu przez możnowładców po wyborze na króla.
W 1628 r. król Zygmunt III zezwolił Ormianom na osiedlanie się w Śniatyniu, nadając im szereg przywilejów, łącznie z prawem do postawienia własnego kościoła. Pierwszą drewnianą świątynię wznieśli oni w 1631 r.
W latach 1751–1788 w Śniatyniu rezydowali biskupi bakowscy.
W 1788 r. w wyniku kasaty józefińskiej zlikwidowano kościół i klasztor dominikański w Śniatyniu, ufundowany w 1643 r. przez starostę śniatyńskiego Piotra Potockiego.
W dobie rozbiorów Śniatyn znalazł się w zaborze austriackim. Leżał w cyrkule halickim i stał się siedzibą władz ósmego dystryktu – Śniatyn. Od 1867 roku był siedzibą powiatu śniatyńskiego. Do 1914 roku linia kolejowa oraz przejście graniczne Galicji i Bukowiny.
W II Rzeczypospolitej siedziba powiatu śniatyńskiego w województwie stanisławowskim. W tym czasie Śniatyn został określony „miastem winogron i orzechów”. Do 1937 burmistrzem miasta był Stanisław Wierzbiański.
12 września 1939 r. do stacji kolejowej w Śniatynie dotarła kolumna samochodów z 75 tonami złota z Banku Polskiego w Warszawie oraz z jego filii w Brześciu, Zamościu i Siedlcach. Transport ten zorganizowali płk Ignacy Matuszewski i mjr Henryk Floyar-Rajchman. Nazajutrz skrzynie ze złotem zostały przeładowane do pociągu i skierowano poprzez Rumunię, Turcję i Syrię do Francji, gdzie przekazano je rządowi Rzeczypospolitej.
Do wydarzeń tych nawiązuje film Bohdana Poręby „Złoty pociąg”.
W nocy z 17 na 18 września do miasta wkroczyli Sowieci. W lutym 1940 NKWD zesłało na Syberię 27 polskich rodzin (ok. 100 osób), głównie rodzin oficerów, policjantów i urzędników. Kolejna deportacja miała miejsce w kwietniu 1940. Dokładna liczba osób wówczas zesłanych nie jest znana. W dniach 6–14 listopada 1942 Gestapo na podstawie donosów Ukraińskiej Policji Pomocniczej dokonało w Śniatyniu masowych aresztowań Polaków, z których większość wywieziono do KL Lublin (Majdanek), gdzie część z nich zginęła m.in. ks. proboszcz Leopold Kaściński. W 1942 gestapowcy i policjanci ukraińscy przeprowadzili likwidację getta w Śniatynie, rozstrzeliwując w okolicznych lasach ok. 5000 Żydów. W latach 1942–1944 zamordowano w mieście lub w jego pobliżu 15 Polaków. 29 marca 1944 r. do miasta wkroczyli ponownie Sowieci.
Po II wojnie światowej wysiedlono ze Śniatynia Polaków, z których wielu osiedliło się w Brzegu Dolnym. .
W 1978 roku do Śniatynia włączono wsie Kułaczyn (Кулачин) i Mikulińce (Микулинці).
W 1989 miasto Śniatyn liczyło 11 213 mieszkańców.
W 2013 liczyło 10 106 mieszkańców.

## Zabytki
- Klasycystyczny ratusz, zbudowany w 1861 przez burmistrza Marcelego Niemczewskiego;
- Kościół Matki Bożej Szkaplerznej, zbudowany w miejsce drewnianego kościoła w 1721 r., rozbudowany w 1935 r., czynny[20];
- Cmentarz miejski z pochówkiem błogosławionej Marty Wieckiej oraz wieloma zabytkowymi nagrobkami;
- Kościół ormiański Wniebowzięcia Najświętszej Marii Panny, zbudowany w l. 1801–1805. Dziś nieczynny, przez pewien czas wykorzystywany jako sala gimnastyczna technikum[21].
- Drewniana cerkiew pw. Wniebowstąpienia Pańskiego, 1886;
- Drewniana cerkiew z dzwonnicą z 1906;
- Drewniana cerkiew pw. Jana Ewangelisty;
- Zamek – zbudowany przez Michała Mużyło Buczackiego[22], wojewodę podolskiego, kasztelana kamienieckiego, starostę śniatyńskiego i kołomyjskiego. Aż do wybudowania ratusza funkcję wieży obserwacyjnej wypełniała nieistniejąca dziś wieża tego zamku, który znajdował się w obrębie dzisiejszej ulicy Kuzniecznej, szkoły-internatu, szwalni i dzisiejszego ratusza. Przez długi czas mieszkańców pozostałej części miasta nazywano „zabramnikami”[23].
- Pomnik Stefana Batorego, odsłonięty 3 lipca 1904 w parku koło budynku TG „Sokół”, o formie kamiennej piramidy zwieńczonej przedstawieniem orła. Na tablicy czarny napis: „1576 – Królowi Stefanowi Batoremu – Ziemia śniatyńska – 1904”. Na poszczególnych kamieniach piramidy wyryte miejsca bitew Batorego: Tczewo, Połock, Psków, Wielkie Łuki, Uświat, Wieliż[24].
- Budynek byłego Państwowego Liceum i Gimnazjum im. Franciszka Karpińskiego

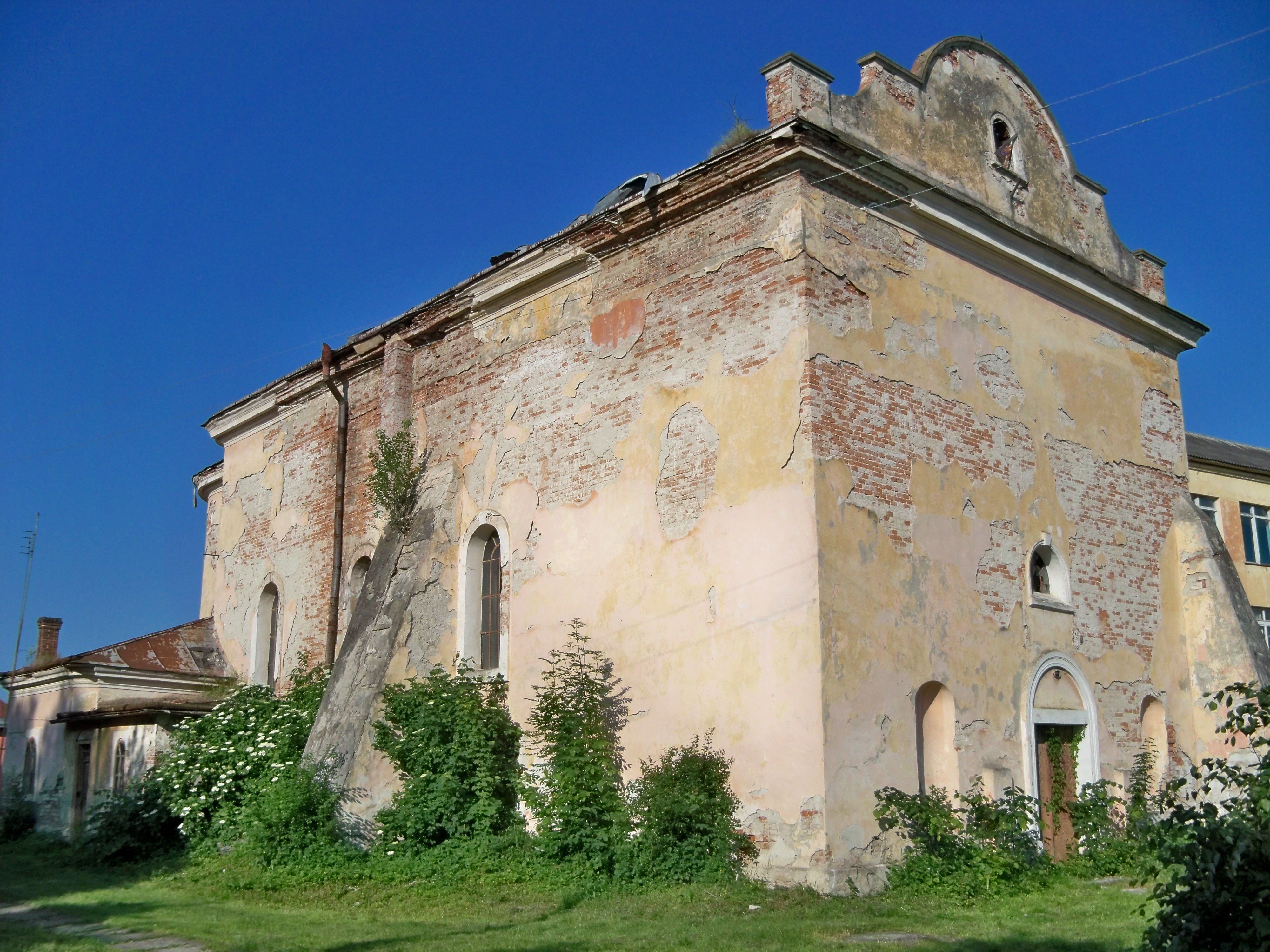
Kościół ormiańskokatolicki Zaśnięcia NMP
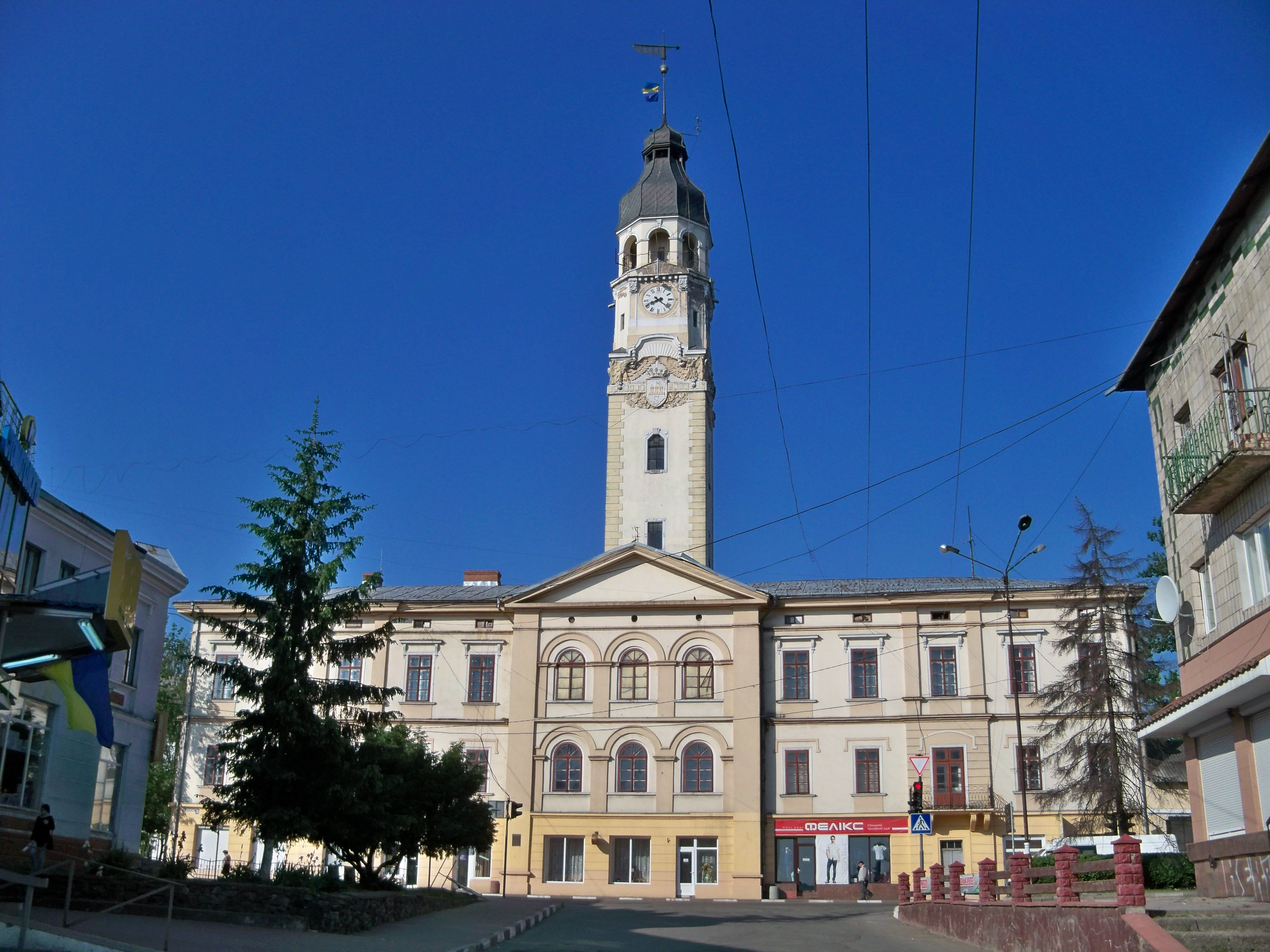
Ratusz
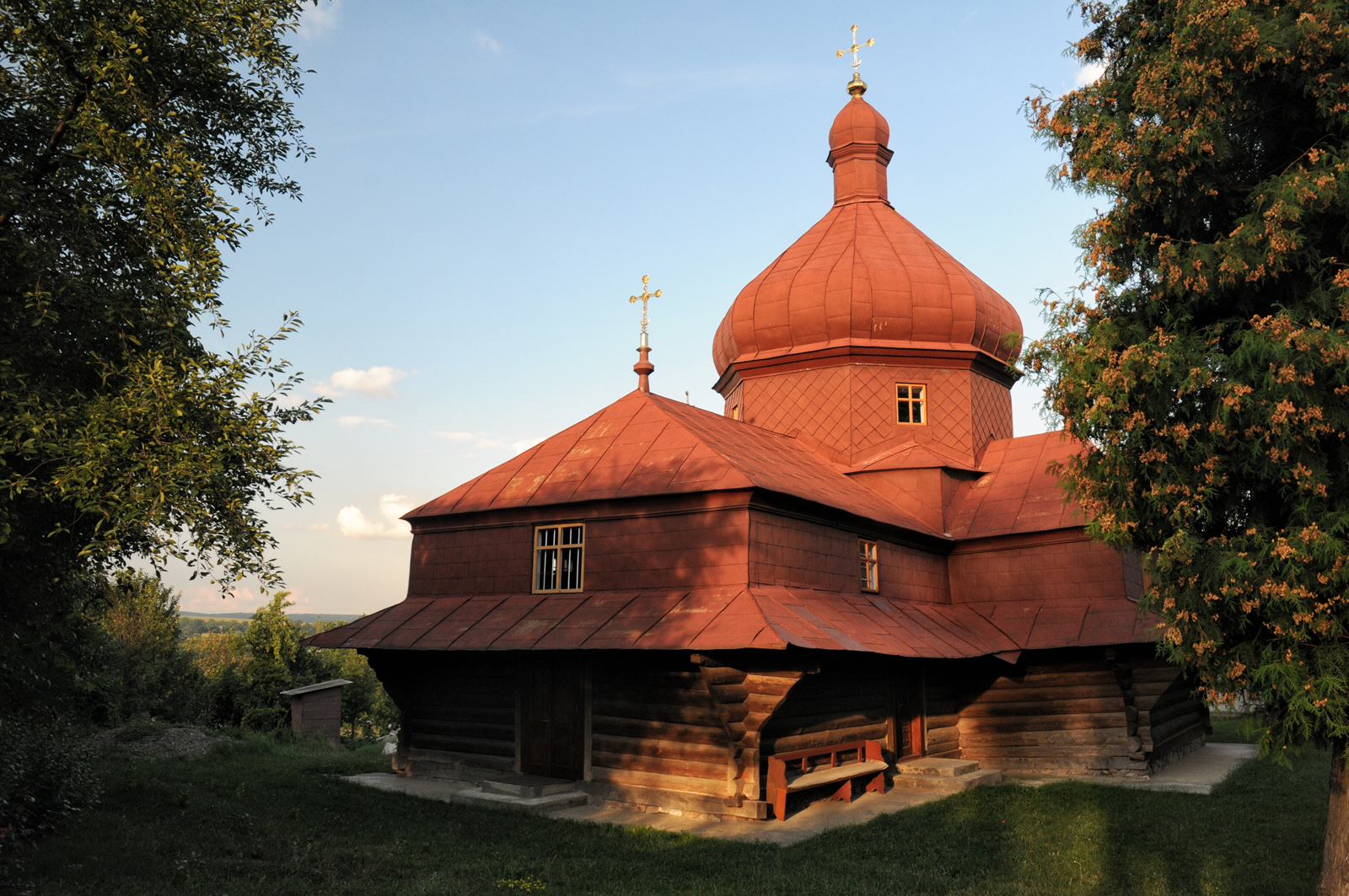
Cerkiew Wniebowstąpienia Pańskiego
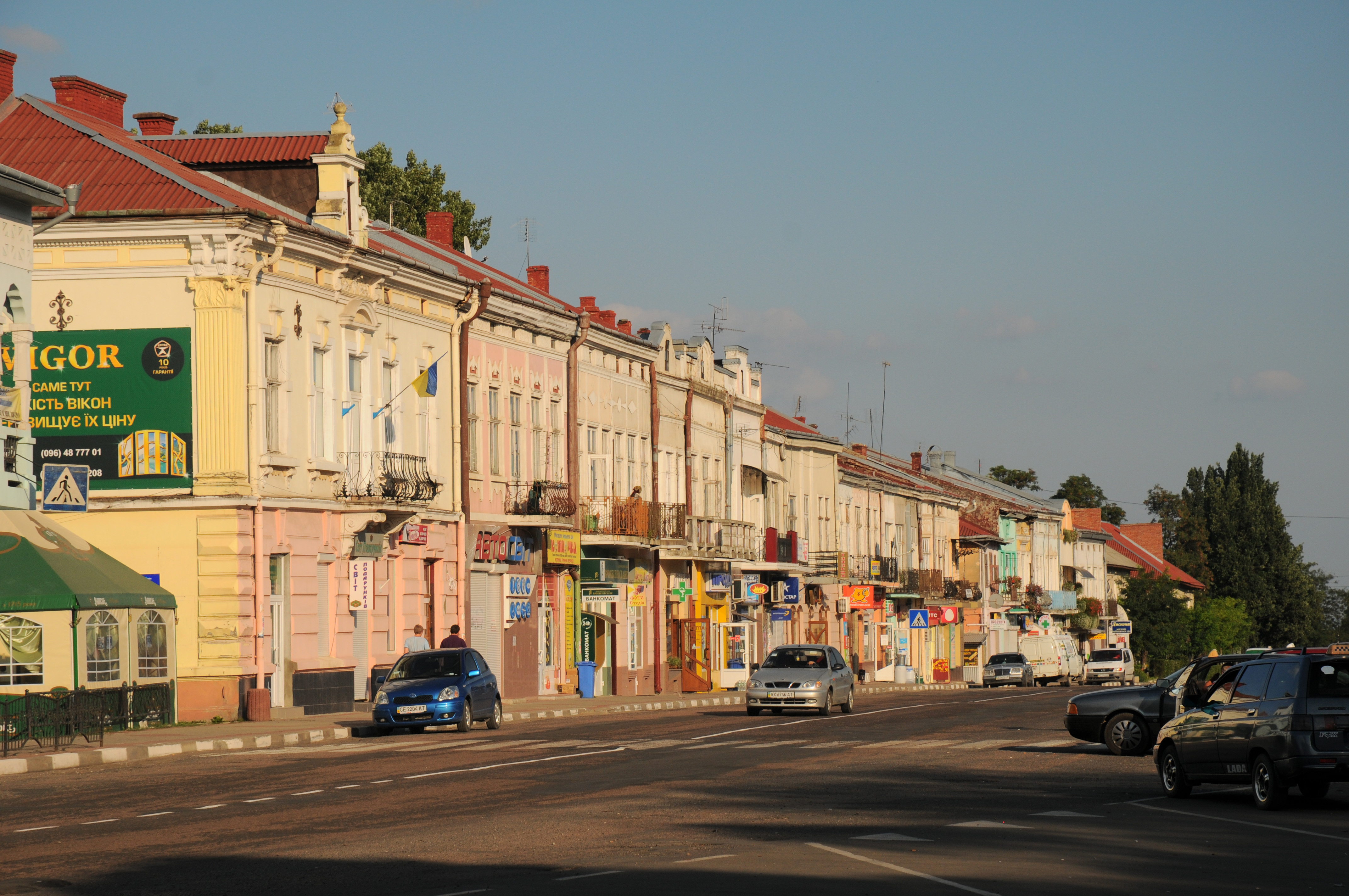
Ul. Szewczenki (dawniej ul. Główna, Droga Cesarska)
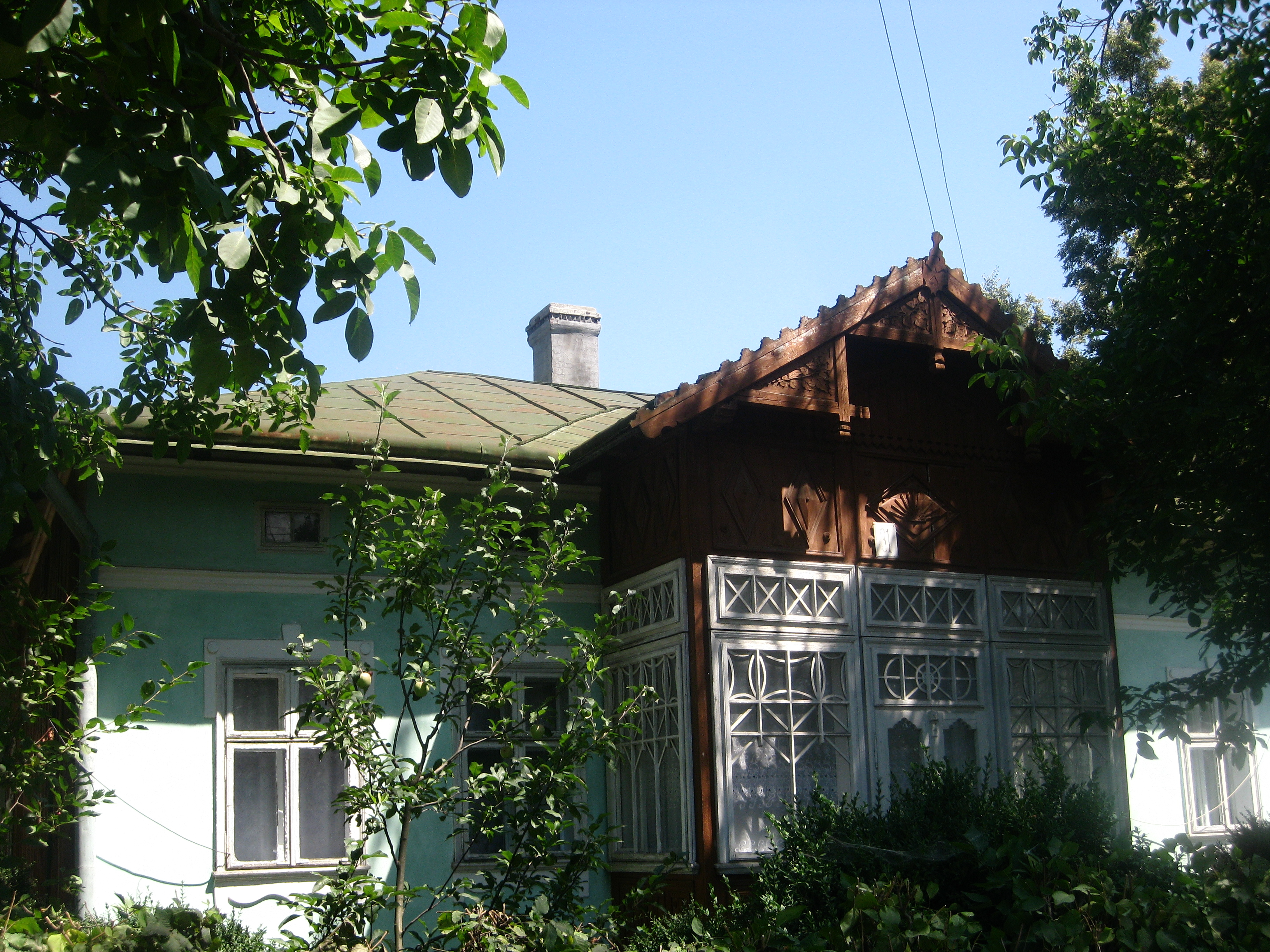
Dom, ul. Kosnjatina 31 (d. ul. Ormiańska)
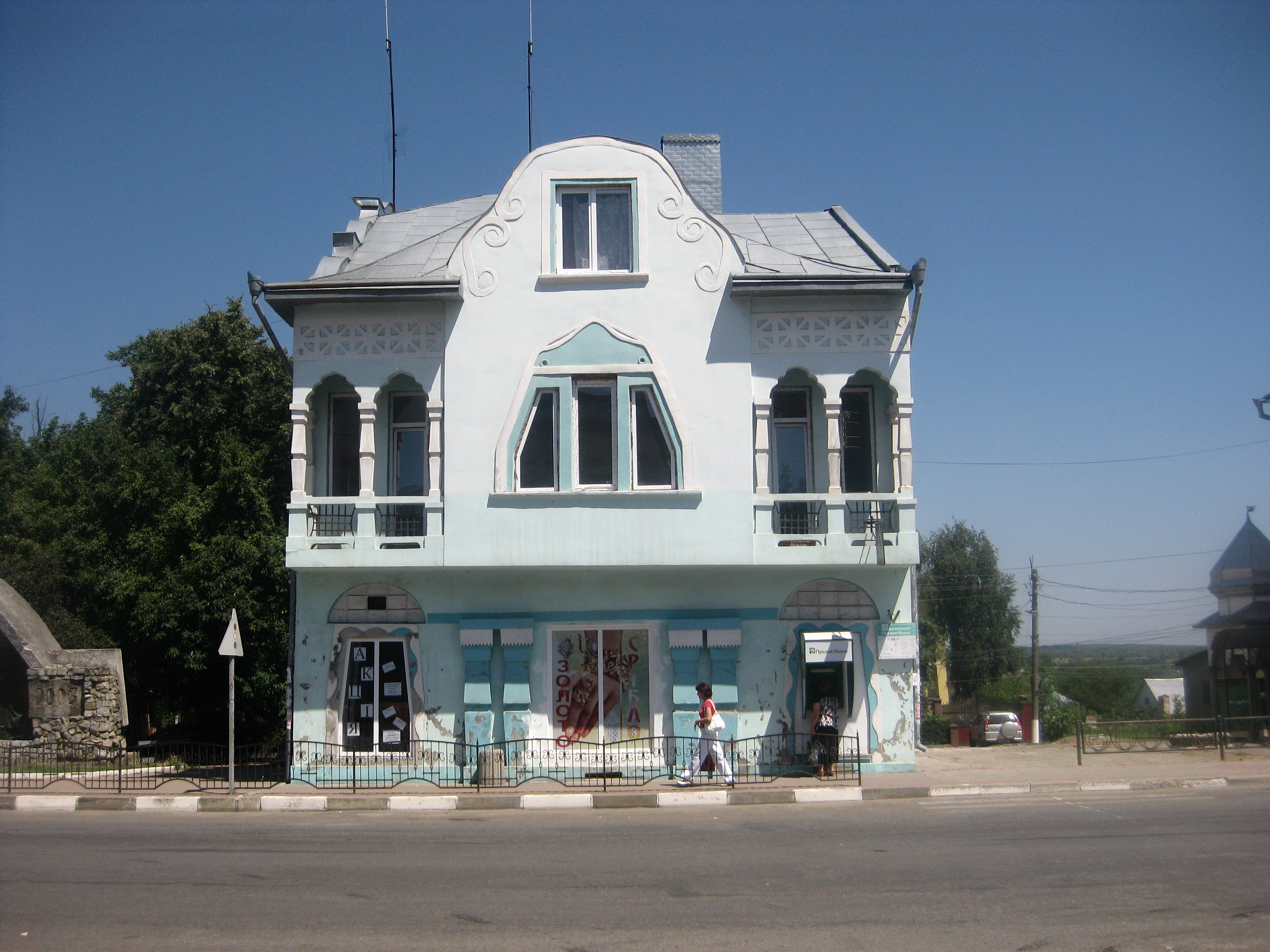
Kamieniczka, ul. Szewczenki 141

## Sport
W czasach II RP siedzibę miał tu klub piłkarski Sokół Śniatyn.

## Związani ze Śniatyniem
- Wasyl Andrusiak (1912–1946) – ukraiński wojskowy, urodzony w Śniatynie;
- Kajetan Amirowicz (1881–1965) – ormiańskokatolicki proboszcz w Śniatynie[25];
- Stepan Borhun (ur. 1985) – ukraiński piłkarz, urodzony w Śniatynie;
- Michał i Weronika Halkiewowie – polscy Sprawiedliwi wśród Narodów Świata, którzy ukrywali ośmioro Żydów[26]
- Semen Horuk (1873–1920) – ukraiński dziennikarz, oficer Legionu Ukraińskich Strzelców Siczowych i Ukraińskiej Armii Halickiej, urodzony w Śniatynie;
- Natalija Kobrynska (1855–1920) – ukraińska pisarka epoki impresjonizmu, zamieszkiwała Śniatyn;
- Tadeusz Łączyński (1913-1988) – polski duchowny rzymskokatolicki, urodzony w Śniatynie;
- Roman Palester (1907–1989) – polski kompozytor, urodzony w Śniatynie;
- Tadeusz Kazimierz Sas-Zubrzycki (1876–1928) – kapitan rezerwy Wojska Polskiego, literat, urodzony w Śniatynie;
- Wasyl Stefanyk (1871–1936) – ukraiński poeta i polityk, kształcił się w Śniatynie;
- Roman Stepankow (ur. 1989) – ukraiński piłkarz, urodzony w Śniatynie
- Roman Turyn (1900–1979) – ukraiński malarz i kolekcjoner, urodzony w Śniatynie;
- Marta Wiecka (1874–1904) – polska szarytka, błogosławiona rzymskokatolicka, zmarła i pochowana w Śniatynie.
- Wita Szulc (1941–2021) – prekursorka polskiej arteterapii, autorka publikacji poświęconych arteterapii, a także Kresom, urodzona w Śniatynie.